# Richard Réti
Richard Selig Réti (Eslováquia, 28 de maio de 1889 — Praga, 6 de junho de 1929) foi um enxadrista austro-húngaro, mais tarde eslovaco, autor de livros e de problemas de xadrez, e um dos fundadores do movimento hipermoderno. Foi o criador da abertura Réti.

## Biografia
Um dos principais jogadores do mundo durante as décadas de 1910 e 1920, ele começou sua carreira como um jogador combinativo conforme a escola clássica, favorecendo aberturas como o Gambito do Rei (1.e4 e5 2.f4). Entretanto, depois do fim da Primeira Guerra Mundial, seu estilo de jogo sofreu uma mudança radical, e ele se tornou um dos principais proponentes do hipermodernismo, junto com Aron Nimzowitsch e outros. De fato, com a exceção do aclamado livro "Meu Sistema" de Nimzowitsch, ele é considerado o principal contributor literário para o movimento. A abertura Réti (1.Cf3 d5 2.c4) tem este nome em homenagem a ele. Réti ficou famoso ao derrotar o campeão mundial José Raúl Capablanca em Nova Iorque, em 1924, usando esta abertura - a primeira derrota de Capablanca em oito anos, a única para Réti, e a primeira desde que havia se tornado Campeão Mundial. Réti também foi um notável compositor de estudos de finais.
Em 1925 Réti estabeleceu, e manteve por um tempo, o recorde mundial de xadrez às cegas com 29 jogos simultâneos. Ele venceu 21 destes, empatou 6, e perdeu apenas 2.
Seus livros se tornaram clássicos no mundo do xadrez. "Novas Ideias no Xadrez" (1922) e "Mestres do Tabuleiro" (1930) são estudados até hoje.
Réti casou-se com Rogneda Sergeivna Gorodetskaia, filha do poeta russo Sergei Gorodetsky (1884-1967).  O irmão Rudolph Réti (1885-1957) foi um famoso compositor musical e pianista.
Faleceu em 6 de junho de 1929, em Praga, vitimado pela escarlatina e foi enterrado em Viena.

## Famoso Estudo de Final
|   | a                                                             | b                                                             | c                                                             | d                                                             | e                                                             | f                                                             | g                                                             | h                                                             |   |
| 8 | h8 branco rei · a6 preto rei · c6 branco peão · h5 preto peão | h8 branco rei · a6 preto rei · c6 branco peão · h5 preto peão | h8 branco rei · a6 preto rei · c6 branco peão · h5 preto peão | h8 branco rei · a6 preto rei · c6 branco peão · h5 preto peão | h8 branco rei · a6 preto rei · c6 branco peão · h5 preto peão | h8 branco rei · a6 preto rei · c6 branco peão · h5 preto peão | h8 branco rei · a6 preto rei · c6 branco peão · h5 preto peão | h8 branco rei · a6 preto rei · c6 branco peão · h5 preto peão | 8 |
| 7 | h8 branco rei · a6 preto rei · c6 branco peão · h5 preto peão | h8 branco rei · a6 preto rei · c6 branco peão · h5 preto peão | h8 branco rei · a6 preto rei · c6 branco peão · h5 preto peão | h8 branco rei · a6 preto rei · c6 branco peão · h5 preto peão | h8 branco rei · a6 preto rei · c6 branco peão · h5 preto peão | h8 branco rei · a6 preto rei · c6 branco peão · h5 preto peão | h8 branco rei · a6 preto rei · c6 branco peão · h5 preto peão | h8 branco rei · a6 preto rei · c6 branco peão · h5 preto peão | 7 |
| 6 | h8 branco rei · a6 preto rei · c6 branco peão · h5 preto peão | h8 branco rei · a6 preto rei · c6 branco peão · h5 preto peão | h8 branco rei · a6 preto rei · c6 branco peão · h5 preto peão | h8 branco rei · a6 preto rei · c6 branco peão · h5 preto peão | h8 branco rei · a6 preto rei · c6 branco peão · h5 preto peão | h8 branco rei · a6 preto rei · c6 branco peão · h5 preto peão | h8 branco rei · a6 preto rei · c6 branco peão · h5 preto peão | h8 branco rei · a6 preto rei · c6 branco peão · h5 preto peão | 6 |
| 5 | h8 branco rei · a6 preto rei · c6 branco peão · h5 preto peão | h8 branco rei · a6 preto rei · c6 branco peão · h5 preto peão | h8 branco rei · a6 preto rei · c6 branco peão · h5 preto peão | h8 branco rei · a6 preto rei · c6 branco peão · h5 preto peão | h8 branco rei · a6 preto rei · c6 branco peão · h5 preto peão | h8 branco rei · a6 preto rei · c6 branco peão · h5 preto peão | h8 branco rei · a6 preto rei · c6 branco peão · h5 preto peão | h8 branco rei · a6 preto rei · c6 branco peão · h5 preto peão | 5 |
| 4 | h8 branco rei · a6 preto rei · c6 branco peão · h5 preto peão | h8 branco rei · a6 preto rei · c6 branco peão · h5 preto peão | h8 branco rei · a6 preto rei · c6 branco peão · h5 preto peão | h8 branco rei · a6 preto rei · c6 branco peão · h5 preto peão | h8 branco rei · a6 preto rei · c6 branco peão · h5 preto peão | h8 branco rei · a6 preto rei · c6 branco peão · h5 preto peão | h8 branco rei · a6 preto rei · c6 branco peão · h5 preto peão | h8 branco rei · a6 preto rei · c6 branco peão · h5 preto peão | 4 |
| 3 | h8 branco rei · a6 preto rei · c6 branco peão · h5 preto peão | h8 branco rei · a6 preto rei · c6 branco peão · h5 preto peão | h8 branco rei · a6 preto rei · c6 branco peão · h5 preto peão | h8 branco rei · a6 preto rei · c6 branco peão · h5 preto peão | h8 branco rei · a6 preto rei · c6 branco peão · h5 preto peão | h8 branco rei · a6 preto rei · c6 branco peão · h5 preto peão | h8 branco rei · a6 preto rei · c6 branco peão · h5 preto peão | h8 branco rei · a6 preto rei · c6 branco peão · h5 preto peão | 3 |
| 2 | h8 branco rei · a6 preto rei · c6 branco peão · h5 preto peão | h8 branco rei · a6 preto rei · c6 branco peão · h5 preto peão | h8 branco rei · a6 preto rei · c6 branco peão · h5 preto peão | h8 branco rei · a6 preto rei · c6 branco peão · h5 preto peão | h8 branco rei · a6 preto rei · c6 branco peão · h5 preto peão | h8 branco rei · a6 preto rei · c6 branco peão · h5 preto peão | h8 branco rei · a6 preto rei · c6 branco peão · h5 preto peão | h8 branco rei · a6 preto rei · c6 branco peão · h5 preto peão | 2 |
| 1 | h8 branco rei · a6 preto rei · c6 branco peão · h5 preto peão | h8 branco rei · a6 preto rei · c6 branco peão · h5 preto peão | h8 branco rei · a6 preto rei · c6 branco peão · h5 preto peão | h8 branco rei · a6 preto rei · c6 branco peão · h5 preto peão | h8 branco rei · a6 preto rei · c6 branco peão · h5 preto peão | h8 branco rei · a6 preto rei · c6 branco peão · h5 preto peão | h8 branco rei · a6 preto rei · c6 branco peão · h5 preto peão | h8 branco rei · a6 preto rei · c6 branco peão · h5 preto peão | 1 |
|   | a                                                             | b                                                             | c                                                             | d                                                             | e                                                             | f                                                             | g                                                             | h                                                             |   |

Réti compôs um dos mais famosos estudos de xadrez, mostrado neste diagrama e conhecido como Final de Réti. Ele foi publicado no "Ostrauer Morgenzeitung" em 4 de dezembro de 1921. Parece impossível que o Rei branco capture o Peão preto avançado, enquanto que o peão Branco pode ser facilmente parado pelo Rei Preto. A ideia da solução é mover o Rei para avançar nos dois peões ao mesmo tempo, usando propriedades específicas da geometria do xadrez.
- 1. Rg7! h4
- 2. Rf6 Rb6 (or 2. … h3 3. Re7 e o Rei Branco pode apoiar seu próprio peão)
- 3. Re5!! (e agora o Rei Branco chega a tempo ao peão branco, ou captura o preto)
- 3. … h3
- 4. Rd6 e empata.

## Partidas Notáveis
- Réti-Rubinstein Richard Réti vs Akiba Rubinstein, Karlsbad 1923, 1-0

Uma partida modelo do sistema Réti.
- Réti-Capablanca Richard Réti vs José Raúl Capablanca, Nova Iorque 1924, 1-0

A célebre vitória sobre Capablanca.

## Principais resultados em torneios
| Data | Local                                | Colocação | Observações                                                  |
| ---- | ------------------------------------ | --------- | ------------------------------------------------------------ |
| 1923 | Torneio de xadrez de Ostrava de 1923 | 2         | Vencido por Emanuel Lasker e com Ernst Grunfeld em terceiro. |

## Publicações
- Modern Ideas In Chess (1922)
- Masters Of The Chess Board (1930) ISBN 0-486-23384-7
- Curso Superior de Ajedrez
- Estudios Completos
- Teoria de los Finales de Ajedrez
- Finales En Ajedrez